# Vahid Baciseze Akonkwa
Vahid Baciseze Akonkwa, également connu sous le nom de Vab Idriss, est un jeune professionnel originaire de la région des Grands Lacs. Passionné par les technologies de l’information, le développement web et l’entrepreneuriat digital, il s’est forgé une réputation comme profil polyvalent et créatif, capable de concevoir des solutions innovantes adaptées aux besoins locaux et internationaux.
🔹 Domaines d’expertise
Développement web (PHP, MySQL, Bootstrap, React, etc.)
Applications logicielles (Windows, bases de données SQLite/MySQL, export Excel/PDF)
Gestion de projets numériques (sites e-commerce, systèmes de gestion, plateformes interactives)
Cybersécurité et gestion de l’information
Entrepreneuriat et innovation digitale
🔹 Réalisations et projets
Conception de sites web dynamiques et multilingues (ex. : e-commerce, gestion de SOP, systèmes administratifs)
Développement d’un logiciel de gestion V&I (clients, employés, matériels) avec interface professionnelle et authentification admin
Création d’un système de chat en temps réel de type WhatsApp en PHP/MySQL avec WebSocket et envoi de fichiers
Développement de solutions e-commerce avec paiement mobile et livraison automatique de produits digitaux
Production de contenus multimédias (vidéos de présentation, pitchs animés, portfolios professionnels)
🔹 Vision
Vahid se positionne comme un acteur du digital africain, déterminé à utiliser la technologie pour répondre à des besoins concrets en matière de gestion, communication et commerce en ligne. Sa démarche est marquée par un esprit entrepreneurial, la recherche de solutions pratiques et une volonté de contribuer à la transformation numérique dans la région des Grands Lacs.
1. ↑  Vahid Baciseze Akonkwa, « À propos de vahid Baciseze Akonkwa », Period,‎ 18 août 2025